# Parque Nacional Corcovado
O Parque Nacional Corcovado é um Parque Nacional do sudoeste da Costa Rica e é parte da Área de Conservação de Osa. Foi fundado em 24 de outubro de 1975, com uma área de cerca de 42.500 hectares. É considerado como uma das principais áreas de conservação do bem estabelecido e extenso sistema de parques nacionais da Costa Rica. A variedade ecológica é belíssima. A National Geographic considerou "o lugar com mais biologicamente intenso da Terra em termos de biodiversidade". Não é somente um parque muito popular entre ecólogos, mas turistas podem observar abundante vida selvagem.
O parque conserva significante porção de floresta primária da Costa do Pacífico na América Central e um dos poucos remanescentes de florestas de terras baixas do mundo. O desmatamento é mais intenso em tais áreas pois são de fácil acesso e contém valiosas e grandes árvores. São habitats únicos e muito ricos em biodiversidade.

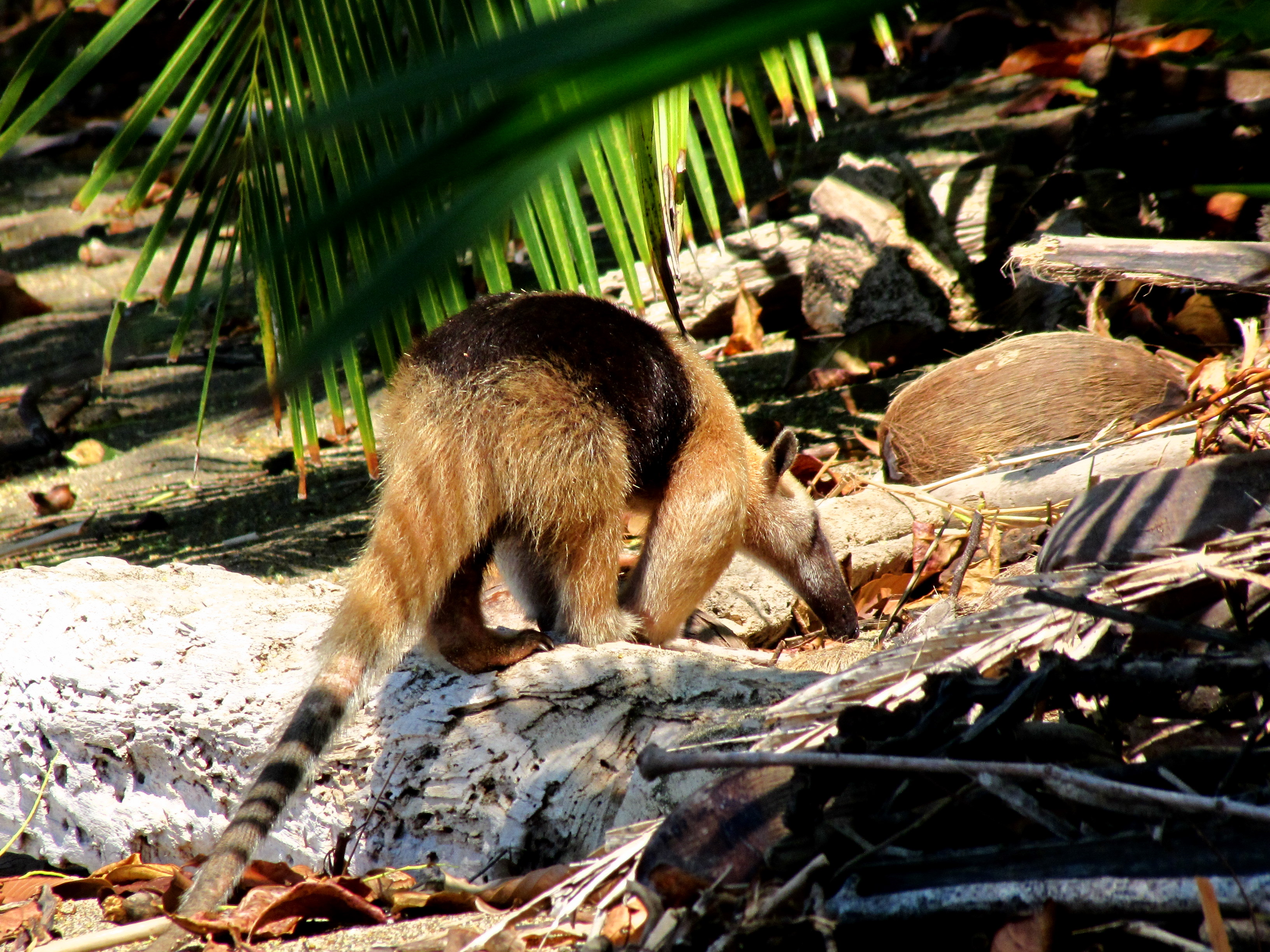
Tamandua tetradactyla

Na área encontra-se populações do ameaçado Tapirus bairdii, a anta-centro-americana, e uma pequena população da harpia. Em rios e lagos do parque encontram-se o crocodilo-americano e a jacaretinga. É um dos últimos locais da América Central onde ainda ocorre a onça-pintada, e outros felinos estão presentes, como a jaguatirica o maracajá, o jaguarundi e a suçuarana. Todas as quatro espécies de primatas costa-riquenhos ocorrem no parque, como Saimiri oerstedii, o macaco-prego-de-cara-branca, Ateles geoffroyi e Alouatta palliata. Outros mamíferos também são encontrados como a preguiça-comum, a preguiça-de-hoffmann, o caititu, o tamanduaí. Sapos da família Dendrobatidae e várias espécies de cobra, incluindo do gênero Lachesis são comuns no parque.
Tal diversidade se explica principalmente pela grande diversidade de tipos de vegetação, que vai desde florestas pantanosas, até densas florestas de terra firme, com manguezais em áreas de estuário e até áreas mais abertas.